# Project A II - Operazione pirati 2
Project A II - Operazione pirati 2 (A' gai wak juk jap) è un film del 1987 diretto da Jackie Chan, sequel di Project A - Operazione pirati, sempre diretto da Chan.

## Trama
Hong Kong, diciannovesimo secolo. Dragon Mao è tornato dopo aver liberato i mari dal temuto Pirata Lo. Una volta a terra gli viene assegnato un posto in polizia per ripulire la corruzione e il crimine nelle periferie. Col tempo viene avvicinato da un gruppo di patrioti cinesi che cercano sostenitori per la loro causa rivoluzionaria. Il governo cinese ovviamente cerca di eliminare chi comporta un ostacolo, anche se fa parte della polizia...